# باب پارک
رابرت لی (باب) پارک (به انگلیسی: Robert L.Park) (زاده ۱۶ ژانویه، ۱۹۳۱) استاد بازنشسته فیزیک در دانشگاه مریلند در کالج پارک و مدیر سابق اطلاعات عمومی دفتر واشینگتن انجمن فیزیک آمریکا است. پارک به سبب نظرهای انتقادی‌اش از شبه‌علم و طب جایگزین شناخته شده‌است. او همچنین منتقد تحریف یا نادیده‌گرفتن علم مشروع توسط رسانه‌ها، برخی دانشمندان و فعالان سیاست عمومی بوده و این دیدگاه را در کتاب‌اش به نام علم وودو Voodoo Science تبیین کرده‌است. او همچنین به خاطر نظراتش دربارهٔ اولویت‌دادن اکتشاف رباتی فضایی به جای اکتشاف سرنشین‌دار شناخته شده‌است.